# 伊達政隆
伊達政隆（1590年8月29日—1615年），日本安土桃山时代至江戶時代初期的武將，屬伊達氏一門。本姓岩城，是岩城常隆之子。岩谷堂伊達氏初代当主。初名隆道，通稱長次郎。

## 略歴
- 1590年，由於參加小田原之戰的父親在陣中病死，透過家督丰臣秀吉的仲介，把岩城家當主之位由佐竹義重的三子岩城貞隆（常隆的養子）繼承[1]。
- 1607年，與母親一同來到仙台謁見伊達政宗並得到厚重的禮遇厚遇。常隆的父親岩城親隆是伊達政宗的祖父伊達晴宗的长子。而且加上，伊達政宗與岩城常隆的祖母・久保姫（栽松院）也是出身岩城家這樣的緣故。
- 1610年，被賜予改為伊達姓，並改名為伊達政隆。在陸奥国江刺郡岩谷堂之地，年俸五千石而一家興起。

## 系譜
- 祖父：岩城親隆
- 生父：岩城常隆
- 生母：岩城御前（二階堂盛義的女兒，原本嫁給岩城常隆，後來改嫁伊達成實，成為伊達成實的側室）[2]
- 正室：名前不詳
  - 子：伊達國隆

## 脚注
1. ↑  母亲是伊達晴宗之女。佐竹義宣、芦名盛重、岩城常隆的後室兄弟。伊達晴宗之孫和貞隆・岩城御前的兄弟且是伊達政宗、伊达成实、岩城常隆的从兄弟。岩城常隆和佐竹義昭之孫也是从兄弟。
2. ↑  生母的父親是二階堂盛義，也就是伊達政隆的外祖父（有血緣關係的）。